# Okurigana
Az okuriganák a japán írásrendszerben az olyan kanák, amelyek a kandzsikat előzik meg vagy követik. Két fő feladatot látnak el: a főnevek, melléknevek és igék ragozása, valamint hogy egy adott kandzsinak meghatározza egy bizonyos jelentését, vagy segítse egy bizonyos olvasatának meghatározásában. Például a néz ige jelen idejű japán megfelelője a miru (見る), míg a múlt idejű megfelelője a mita (見た), ahol a 見 kandzsi, míg a る és た okurigana, melyek hiraganával vannak írva. Nagyon kevés kivételtől eltekintve az okuriganák csak a kunjomi-hoz, a szavak japán olvasatához használatosak, nem pedig az onjomi-hoz, a kínai olvasathoz (a kínai morfémák nincsenek ragozva a japánban), a kiejtésüket pedig a szövegkörnyezetből kell kikövetkeztetni, mivel összetett szavak részeként is szokták őket használni.
Amikor melléknevek vagy igék ragozásához használjuk, az okuriganák mutatják meg az aspektust (befejezett vagy folyamatos múlt idő) megerősítő vagy negatív jelentést, vagy a nyelvtani udvariasságot sok más egyéb funkció mellett. A modern használatban az okuriganák szinte kivétel nélkül mindig hiraganákkal vannak írva, habár régebben katakanákat is használtak hozzá.

## Magyar szemléltetés
Legszembetűnőbben talán a tőszámnevek és a dátumokban szereplő napot jelölő sorszámnevek esetében lehet észrevenni: "2", aminek az olvasata kettő, míg a "2-án" olvasata második-án. A "2" esetében a kettő egyszerre a szó, a morféma és az olvasat is, míg a "2-án"-ban a "2" olvasata a más, ehhez jön a sorszámnévből adódó (o)dik és az án. Ebben az esetben az "-án" határozta meg, hogy a "2"-t nem tőszámnév, hanem sorszámnév olvasatával kell olvasni.

## Ragozott példák
A japán melléknevek írásánál az okuriganák jelzik az aspektust és a módot, ezen felül minden melléknév ugyanazt a toldalékolási formát használja. Szemléltessük például a 高 "magas" karakterével a japán melléknevek négy alapesetét. A szótő kandzsival van kifejezve (高, olvasata (taka) és jelentése "magas" az összes esetben), de az elengedhetetlen információk (mód, idő...) csak a kandzsi után lévő okuriganákkal lesznek egyértelműek.
高い (takai)Magas (kijelentő, jelen idő) jelentés: "drága" vagy "magas".
高くない (takakunai)Magas (tagadó, jelen idő) jelentés: nem "drága" vagy "magas".
高かった (takakatta)Magas (kijelentő, múlt idő) jelentés: "drága" vagy "magas" volt.
高くなかった (takakunakatta)Magas (tagadó, múlt idő) jelentés: nem volt "drága" vagy "magas".
A japán igék írása hasonló szerkezetet követnek; a szótő általában egy vagy két kandzsival van jelölve, az okurigana fejezi ki az aspektust, módot, nyelvtani udvariasságot és az egyéb nyelvi jellegzetességet.
食べる (taberu)Eszik (kijelentő, jelen idő, közvetlen udvarias) jelentés: (én/te/stb.) eszik.
食べない (tabenai)Eszik (tagadó, jelen idő, közvetlen udvarias) jelentés: (én/te/stb.) nem eszik.
食べた (tabeta)Eszik (kijelentő, múlt idő, közvetlen udvarias) jelentés: (én/te/stb.) evett.
食べなかった (tabenakatta)Eszik (tagadó, múlt idő, közvetlen udvarias) jelentés: (én/te/stb.) nem evett.
Ha összehasonlítjuk a közvetlen és tartózkodó udvarias formát a japánban, a ragozás hasonló szabályt követ, viszont a tartózkodó udvarias formánál a beszélő és a hallgató között nagyobb a távolság (társadalmi szinten – más csoportba tartozik). A tartózkodó udvarias formát a magyar magázó formának lehetne inkább megfeleltetni.
食べます (tabemaszu)Eszik (kijelentő, jelen idő, tartózkodó udvarias) jelentése: (én csoportom/te csoportod/stb.) eszik.
食べません (tabemaszen)Eszik (tagadó, jelen idő, tartózkodó udvarias) jelentés: (én csoportom/te csoportod/stb.) nem eszik.
食べました (tabemasita)Eszik (kijelentő, múlt idő, tartózkodó udvarias) jelentés: (én csoportom/te csoportod/stb.) evett.
食べませんでした (tabemaszen desita)Eszik (tagadó, múlt idő, tartózkodó udvarias) jelentés: (én csoportom/te csoportod/stb.) nem evett.

## A kandzsik egyértelműsítése
Az okuriganákat fonetikai komplementerként is lehet használni a kandzsik egyértelműsítésére, mivel egy kandzsinak különféle olvasata, következésképpen különféle jelentése lehet. Miután egy kandzsinak, főleg a legáltalánosabbaknak, sokféle (de általában hasonló) jelentésük van -viszont különböző kiejtéssel-, a kandzsi után lévő okurigana segít az olvasónak eldönteni, hogy melyik olvasatot és jelentést kell használni.
Mivel mind az önálló kandzsiknak, mind a kandzsi összetételeknek többféle olvasata lehet, ezért az okuriganák mind két esetben szükségesek.
Az okuriganák egyértelműsítés szempontjából egyfelől részmagyarázatok, másrészről elengedhetetlenek: például a 下さる-ben az igető a 下さ (ami nincsen ragozva), a kiejtése くださ (kudasza), így a 下 olvasata megegyezik a くだ (kuda)-val, amit a さ (sza) követ, melynek itt kuda-sza a leírása. Az okurignák nem minden esetben részei az olvasatnak, grammatikai szempontból az ige a kudasza-ru (igető+ ragozott toldalék), de helyesírás szempontjából az igető a kuda-sza (igető+okurigana). A furiganákkal összehasonlítva, a furiganák meghatározzák az egész olvasatot, viszont a szövegen kívül vannak és nem szükségesek a megértéshez.
A kandzsik egyértelműsítésére néhány példát hozva használjunk olyan igéket, amikben szerepel a 上 "fel" és a 下 "le".
上 (olvasat: a)上がる (a-garu)"felszáll, elkészít"; 上げる (a-geru)"emel"
上 (olvasat: nobo)上る (nobo-ru) "felmegy, felmászik (néhány lépcsőfokot); 上す (nobo-szu) "emel; fel ad"
下 (olvasat: kuda)下さる (kuda-szaru)"ad" (társadalmi szinten magasabban áll); (下る (kuda-ru)"átad" (alanyi eset)
下 (olvasat: o)下りる (o-riru) "leszáll"; 下ろす (o-roszu) "elejt" (tárgyas eset)
下 (olvasat: sza)下がる (sza-garu)"lóg" (alanyi eset); 下げる (sza-geru) "felfüggeszt" (tárgyas eset)
Mint ahogy a föntiekben is látszik, megfigyelhető, hogy sok igének van tranzitív és intranzitív alakja, és egy kandzsihoz tartozik mind a két igének az olvasata, melyeknek elegendő okuriganával kifejezhető a szó végi változása. A fenti példákban az okuriganák olyan rövidek, amennyire csak lehet: például a のぼる/ のぼす (noboru/noboszu)上る / 上す -ként van leírva nem pedig ×上ぼる vagy ×上ぼす, míg például a あがる (agaru) 上がる ként van leírva, hogy a kandzsi olvasata megegyezzen a 上げる-ban szereplő kandzsiéval.
Egy másik példa, ami megmutatja, hogy az okurigana határozza meg igéknek a jelentést.
 話す (hana-szu)"beszél, mond". Például: ちゃんと話す方がいい。(csanto hanaszu hó ga ii), jelentés: "Jobb, ha helyesen beszélsz."
 話し (hana-si)a hanaszu ige főnévi formája. Például: 話し言葉と書き言葉 (hanasi kotoba to kaki kotoba), jelentés: "beszélt nyelv és írott nyelv."
 話 (hanasi)főnév, jelentés: "történet, beszélgetés". Például: 話はいかが？ (hanasi va ikaga?), jelentés: "Mi szolnál egy történethez?"
Az olvasat meghatározásához az okuriganák nem mindig elegendőek. Például a 怒る-t "mérges lesz" lehet いかる (ika-ru)-nek vagy おこる (oko-ru)-nek olvasni – a ×怒かる és ×怒こる nem használatos. A 開く "kinyit" olvasata lehet あく (aku) vagy ひらく (hiraku) – ×開らく nem használatos. A 止める olvasata lehet とめる(tomeru) vagy やめる(jameru) is – ×止る nem használatos. Az előző példák esetében mindig a kontextus vagy a furiganák segítenek az olvasat eldöntésében.
A kétértelműséget már a ragozásban észre lehet venni. Még ha az okurigana meg is határozza az ige szótári alakjában az olvasatot, a toldalék néha elhomályosíthatja azt. Például az 行く (i-ku) "menni" és 行う (okona-u) "előadni" szótári alakja különbözik egymástól. Ezzel ellentétben, a múltbeli (ta-formás) alakja 行った (i-tta) és 行った (okona-tta) már nem. Az olvasatot vagy a szövegkörnyezet, vagy a furiganák fogják meghatározni.

### 生
Talán az egyik legösszetettebb példa az okuriganák szerepére a 生 kandzsinál figyelhető meg. A kínaiból átvéve lehet só vagy szei, ami nagyon sok japán szóban szerepel.
- 生 (nama) "nyers" / (ki) "élő"
- 生う (o-u) "nő" (ige)
- 生きる (i-kiru) "él"
- 生かす (i-kaszu) "életben tart"
- 生ける (i-keru) "él"
- 生む (u-mu) "létrehoz"
- 生まれる/生れる (u-mareru/uma-reru) "megszületik"
- 生える (ha-eru) "nő" (ige, intranzitív alak)
- 生やす (ha-jaszu) "nő" (ige, tranzitív alak)

Valamint a hibrid kínai-japán szavak:
- 生じる (só-dzsiru) "előfordul" az a változata a 生ずる (só-zuru)-nek (karakter + する)

### Többkarakteres szavak
Az okuriganák többkandzsi-összetételes szavakban is előfordulhatnak, ahol az okurigana nem csak előtte lévő karakter, de az egész összetétel olvasatát határozza meg. Az okuriganák megkülönböztetik az japán anyanyelvű összetételeket a kínaiból átvett (kango) összetételektől. Például a főnév 気配り (kibukari) "gondoskodik" és a 気配 (kehai) "előjel, utalás" (a 気 olvasata változhat a ki és ke bármelyikére, úgy is, hogy nincs hozzá tartozó okurigana). Vagy például a 流行る (hajaru) "divatos, híres" és a 流行 (rjúkó) "divat" esetében. Az utóbbi példában az átvett szó és az anyanyelvi változatban a kandzsi ugyanaz és a jelentésük is majdnem ugyanaz, viszont különbözik a kiejtésük.
Az okurigana állhat az összetétel közepén is. Ilyenkor a kandzsi önálló használatakor megjelenő morféma jelenik meg, mint például a 落ち葉 (ochiba) "lehullott falevél" és a 落葉 (rakuyó) "lombhullás".

### Archaikus toldalékok
A szavak néhány kategóriájánál az okuriganák történelmi toldalékokat képeznek, melyek egybeolvadtak a szavakkal és tovább nem képesek változni, mégis hiraganával vannak kiírva.
Ilyenek elsősorban a melléknevek egyes fajtái. Legjelentősebb fajtáira néhány példa:
- -sii melléknevek; 嬉しい (ure-sii) "boldog"
- -jaka 'na' melléknevek; 賑やか（な）((nigi-jaka(na)) "elfoglalt"
- -raka 'na' melléknevek; 明らか（な）((aki-raka(na)) "nyilvánvaló"
- -taru melléknevek; 堂々たる (dódó-taru) "lenyűgöző, káprázatos"
- -naru melléknevek; 単なる (tan-naru) "egyszerű"

## Informális szabályok

### Igék
Az igék 1.-es csoportjában (五段動詞 godan dósi; "U"-igék) az okuriganák általában az igék szótári alakjának az utolsó morájával kezdődnek.
飲む (no-mu) "iszik", 聞く(ki-ku) "hall", 言う (i-u) "mond"
Az igék 2.-es csoportjában (一段動詞 icsidan dósi; "RU"-igék) az okuriganák az utolsó mora előtt kezdődnek. Ha nem ott kezdődnek, akkor az szó csak két morából áll.
食べる (ta-beru) "eszik", 寝る (ne-ru) "alszik", 着る (ki-ru) "visel"
Ha az igének különböző változatai vannak, mint például a tranzitív és intranzitív forma, akkor az eltérő mora kanával, míg az azonos részek kandzsival vannak írva és az olvasatuk is megegyezik.
閉める (si-meru) "becsuk" (tárgyas); 閉まる (si-maru) "becsuk" (tárgyatlan) – mind két esetben a 閉 olvasata (si).
落ちる (o-csiru) "elesik"; 落とす (o-toszu) "elejt" – mind két esetben a 落 olvasat (o).
Egyéb esetekben (különböző igék hasonló jelentéssel, viszont nem szigorúan egymás változatai) a kandzsiknak más lesz az olvasata és az okurigana lesz az, ami meghatározza, hogy melyik olvasat kell.
脅かす (obija-kaszu "megijeszt" (mentálisan), 脅す (odo-szu) "megijeszt" (fizikálisan)

### Melléknevek
A legtöbb melléknév i-re végződik és onnan kezdődnek az okuriganák is.
安い (jaszu-i) "olcsó", 高い (taka-i) "drága,magas", 赤い aka-i "piros"
Az okuriganák a si-től kezdődnek az olyan mellékneveknél, melyek sii-re végződnek (ez fejezi ki a történelmi nyelvtant; lásd feljebb)
楽しい tano-sii "vicces", 著しい icsidzsiru-sii "meglepő", 貧しい mazu-sii "szegény"
Kivételes esetek előfordulnak olyankor, amikor a melléknévnek van igei alakja. Az ilyen esetekben -csakúgy, mint a hasonló igéknél (lásd feljebb)- a kandzsi olvasata ugyan az marad és csak az okurigana lesz az, ami kifejezi a különbséget.
暖める atata-meru "melegít" (ige), 暖かい atata-kai "meleg" (melléknév) – mind két esetben az 暖 olvasata (atata).
頼む tano-mu "bízik benne"(ige), 頼もしい tano-mosii "megbízható"(melléknév) – mind két esetben az 頼 olvasata (tano).
Ugyanúgy, mint az igéknél, az okurigana határozza meg az olvasatot az ugyanolyan kandzsival írt, de különböző jelentésű mellékneveknél.
細い (hoszo-i) "vékony", 細かい (koma-kai) "kicsi"
大いに (ó-ini) "nagyon", 大きい (ó-kii) "nagy"
A Na-mellékneveknél ha a szó "ka"-ra végződik, akkor onnantól kezdődik az okurigana.
静か sizu-ka, 確か tasi-ka, 豊か yuta-ka, 愚か oro-ka

### Határozószók
A határozószóknak az utolsó morája okuriganával van írva.
既に (szude-ni) "már", 必ず (kanara-zu) "biztosan", 少し (szuko-si) "kicsit"
Megjegyzés, hogy a határozószók sokszor kanával vannak írva, mint például: 全く matta-ku まったく és 専ら moppa-ra もっぱら.

### Főnevek
A főnevek normális esetben nem tartalmaznak okuriganát.
月 (cuki) "hold", 魚 (szakana) "hal", 米 (kome) "rizs"
Néhány esetben az olvasat nem egyértelmű, ilyenkor vagy a szövegkörnyezet vagy a furiganák segítenek az olvasat meghatározásában.
生 (nama) vagy (ki)
鉄 (tecu) vagy (kurogane) (általában inkább tecu)
Amikor a főnév igéből vagy melléknévből van képezve, ugyanazt az okuriganát használja, habár néhány esetben kieshet (lásd lejjebb). A képzés nem mindig lehet egyértelmű, ha például ha a szó öreg vagy már nincs használatban (lásd lejjebb).
当たり (a-tari) (当たる (a-taru)-ból), 怒り (ika-ri) (怒る (ika-ru)-ból), 釣り cu-ri (釣る (cu-ru)-ből), 兆し (kiza-si) (兆す (kiza-szu)-ből)
Néhány főnévnél az okurigana elhagyása kötelező, annak ellenére, hogy a szó igei eredetű.
話 (hanasi) (話す hana-su -ból), 氷 (kóri) (氷る kó-ru -ból) , 畳 (tatami) (畳む tata-mu -ból)
A következő esetben a főnévi forma megfelelő igei alakjánál megjelenik az okurigana.
話し (hana-si) az névszói alakja a 話す hana-szu igének, és nem pedig a főnévi 話 hanasi.
Eredetileg a verbális főnevek esetében használunk okuriganákat, ugyanúgy, mint az igéknél. Ezzel ellentétben a deverbális főneveknél nem használunk, ugyanúgy, mint a főneveknél.
Hogy megértsük ezt a nyelvtani megkülönböztetést, hasonlítsuk össze az angol present participle, gerund és deverbal formát.
"I am learning Japanese" – "Japánt tanulok" (ige) és "Learning is good" – "A tanulás jó" (főnév), ezzel szemben "Alexandria volt a tanulás központja" (itt a "learning" – "tanulás" szinonimaként szerepel a "tudás"-ra, nem pedig a cselekvést fejezi ki.)
Néhány esetben a főnév igéből van képezve, viszont más kandzsit használnak hozzá. Ilyen esetekben az okuriganát nem írjuk ki.
堀 (hori) "árok", 掘り (hori)-ból (a 掘る (horu) "ás" névszói formája)
Más esetekben, ha egy kandzsi egy igéből vagy ige kombinációból van képezve, az okuriganák megmaradnak.
幸せ (siava-sze) a 仕合せ (si-ava-sze)-ból.
Néhány főnévnél az okuriga a régebbi japánból maradt meg, melyeknél az eredeti ige már kikopott a nyelvből.
幸い (szaiva-i) a korábbi (szakihahi)-ból
勢い (ikio-i) a 勢ふ (ikio-fu)-ből
Megjegyzés, hogy az '-i' toldalék nem egyezik meg az 'i'-s mellékneveknél szereplő 'i'-vel, itt az igéhez tartoznak.

### Összetételek
Az összetételekben az okuriganák elhagyhatók abban az esetben, ha nincs olvasatbeli vagy jelentésbeli kétértelműség, más szóval, ha az összetételnek csak egy olvasata van. Ha az okurigana több karakter után fordul elő (főleg az összetétel közepén és az összetétel végén, mint a két karakteres összetételek esetén), akkor vagy a végén, vagy a közepén és a végén elhagyható. Az okurigana csak szóvégén való elhagyása, viszont közepén való megtartása meglehetősen szokatlan és megkérdőjelezhető, de nem ismeretlen.
受け付け (u-ke cu-ke), 受付け (uke cu-ke), ?受け付 (?u-ke cuke), 受付 (uke cuke)
行き先 (i-ki szaki), 行先 (iki saki)
Ez leginkább a japán összetett igékre jellemző. Különösen gyakori a kanák redukálásánál vagy eltávolításánál az összetett szerkezetekben, kiváltképp a jeleknél. Például abban a kifejezésben, hogy 立入禁止 (tacsi-iri kin-si, Ne lépj be; szó szerint: Belépés tiltott), felbontva ez így néz ki :立ち入り + 禁止, de az okurigana általában kiesik.
Ha az összetétel nem ismert az olvasó számára, meg van annak a kockázata, hogy helytelenül az on olvasatot használja a kun olvasat helyett. Például a 乗入禁止 "Behajtani tilos" olvasata (nori-ire-kin-si) (乗り入れ禁止). Az első két karakter egy összetett ige, de egy olyan olvasó számára aki nem ismeri ezt az összetételt valószínűleg (dzsónjú-kinsi)-nek fogja olvasni az on olvasat alapján.
Habár ez nem probléma az olyan összetételeknél, amiknek az olvasata ismertebb.
Az olyan összetételekben, ahol az olvasatot nem lehet kitalálni az egyes karakterek olvasatából, nem igazán szokták használni okuriganákat, mert ilyenkor csak zavaró tényezők. Az ilyen esetekben meg kell tanulni az összetétel olvasatát. Ilyen speciális eset az atedzsi és gikun, valamint az olyan esetek, ahol az összetétel kiejtése az évek alatt megváltozott és többé nem csak egy összetétel-kombináció. Például az 息吹 (i-buki) "lélegzet" egy speciális előírás arra, hogy nem használ okuriganát. Az igei párjánál, az 息吹く (i-bu-ku) "lélegzik"-nél a képzés miatt nem hagyható el az okurigana, mert különben a 息 olvasata (iki) lesz és meg van annak a kockázata, hogy helytelenül (*iki-buki) lesz az olvasata. Az ilyen kivételes eseteket a Dzsójó táblázat második kategóriája foglalja magába (lentebb részletezve)

### Kivételek
A fenti szabályok iránymutatások, ezen kívül vannak kivételek és speciális esetek, amiket külön-külön meg kell tanulni. Például az olyan okuriganák, amik a történelem során váltak használttá ( most viszont nem egyértelműek első ránézésre), vagy nem logika érvelés, hanem megegyezés alapján használják. Például:
明るい (aka-rui) – nem pedig ×明い (×akaru-i)
明かり a-kari (明り (aka-ri is elfogadott)
Mind a kettő a 明る (aka-ru)-ból származik, ezt viszont nem használjuk napjainkban. Az első egy rendhagyó i- melléknév, a második pedig egy deverbális főnév.

## Formai szabályok
A Japán Közoktatási Minisztérium (MEXT) hozza létre az olyan szabályokat, amik meghatározzák az okuriganák használatát és egységesítik a japán helyesírást. A legelső bejelentés 1973-ból származik, de ezt 1981-ben módosították, amikor a dzsójó táblázat kibocsátották.
A dzsójó táblázatban lévő szabályok a kandzsik kun'jomi olvasatára vonatkoznak, nem vonatkoznak a táblázatban nem szereplő kandzsikra vagy amelyeknek nincs kun'jomi olvasata (tehát csak on'jomi olvasata van). A kiadvány 7 általános szabályt és 2 szabályt tartalmaz a speciális esetekre. Az első két szabály (1. és 2.) a ragozott szavakat, a utána lévő 3 szabály (3-5) a nem ragozott szavakat, az utolsó két szabály (6 és 7) pedig az összetett szavak tartalmazza. Ha kétségünk van afelől, hogy valami használata megengedhető-e vagy sem, az általános szabályokat kell követni. Néhány esetben a variációk megengedettek, de csak akkor, ha az összetévesztés veszélye nem áll fenn. Olyankor viszont mikor fenn áll a lehetősége, a variációk nem megengedettek.
Hatáskörök:
- A kiadvány alapul szolgál az okuriganák használatához a jogban, hivatalos dokumentumokban, újságokban, magazinokban, híradásban és minden olyan hasonló helyzetben, ahol a modern japán írás a Dzsójó táblázatban foglalt szavak kiejtését használják.
- A kiadvány nem szabályozza az okuriganák használatát a tudomány, technológia, művészet és egyéb speciális területek valamint más egyedi esetekben.
- A kiadvány nem szabályozza az okurigana használatát a szabályszerű főneveknél és a szimbólumként használt kandzsiknál.

Példa minden szabályra, a megengedett variációkkal együtt:
- Az 1981-es Kabinet értesítése előírja (通則1) az okurigana-használatot; 書く(ka-ku) (a 書 olvasata ka) és 賢い (kasiko-i) (a 賢 olvasata kasiko).

Ez a szabály azt mondja ki, hogy a szónak legalább egy moráját ki kell írni okuriganával a ragozás esetén.
- Az 1981-es Kabinet értesítése előírja (通則1)az okurigana-használatot; 行う (okona-u) (a 行 olvasata okona), de a 行なう is megengedett (通則1許容).
- Az 1981-es Kabinet értesítése előírja (通則2) az okurigana-használatot; 交わる (madzsiva-ru) (a 交 olvasata madzsi). A szabályok szerint a ×交る nem megengedett, mert könnyen összetéveszthető a 交じる (madzsiru)-vel.

A japánban sok tranzitív és intranzitív igei pár van, ezért néhány az utolsó morában, néhány pedig az utolsó előtti morában tér el egymástól. Ez az eltérés az előző példánál is észrevehető.
- Az 1981-es Kabinet értesítése előírja (通則2) az okurigana-használatot; 終わる (o-varu)(a 終 olvasata ova), viszont a 終る is használható.
- Az 1981-es Kabinet értesítése előírja (通則3) az okurigana-használatot; 花.
- Az 1981-es Kabinet értesítése előírja (通則4) az okurigana-használatot; 氷.
- Az 1981-es Kabinet értesítése előírja (通則4) az okurigana-használatot; 組.
- Az 1981-es Kabinet értesítése előírja (通則4) az okurigana-használatot; 答え (kota-e) (a 答 olvasata kotae), de a 答 magában is használható, mert nem áll fenn a félreolvasás veszélye.
- Az 1981-es Kabinet értesítése előírja (通則5) az okurigana-használatot; 大いに.
- Az 1981-es Kabinet értesítése előírja (通則6) 申し込む (mósikomu), de a 申込む is megengedett.
- Az 1981-es Kabinet értesítése előírja (通則6) 引き換え (hi-ki ka-e), de a 引換え és a 引換 is megengedett.
- Az 1981-es Kabinet értesítése előírja (通則6) 次々(a 々 a japánban az ismétlő jel, ami megismétli az előtte álló kandzsit), de a 休み休み is megengedett (nincs ismétlő jel, ha okurigana szerepel helyette).
- Az 1981-es Kabinet értesítése előírja (通則7) 身分.
- Az 1981-es Kabinet értesítése előírja (付表の語1) 手伝う.
- Az 1981-es Kabinet értesítése előírja (付表の語2) 名残.

## Speciális esetek
16 Speciális eset van, ebből 7 esetben az okurigana szükséges vagy ajánlott, 9 esetben pedig tiltott.
Szükséges vagy ajánlott az okurigana használata (a zárójelben az elfogadható alternatívák vannak) (付表の語1):
- 浮つく
- お巡りさん
- 差し支える (差支える)
- 五月晴れ (五月晴)
- 立ち退く (立退く)
- 手伝う
- 最寄り

Tiltott az okurigana használata:
- 息吹 (i-buki)
- 桟敷 (sza-dzsiki)
- 時雨 (sigure)
- 築山 (cuki-jama) (elkerüljük az összetéveszthetőséget a 築き (kizu-ki)-vel)
- 名残 (na-gori) (elkerüljük az összetéveszthetőséget a 残り (noko-ri))
- 雪崩 (nadare) (elkerüljük az összetéveszthetőséget a 崩れ (kuzu-re))
- 吹雪 (fubuki)
- 迷子 (mai-go) (elkerüljük az összetéveszthetőséget a 迷い (majo-i))
- 行方 (juku-e)

## Egyéb estek, változások

### Variációk
Míg a MEXT szabályokat és megengedett variációkat határoz meg, addig a gyakorlatban sokkal több variáció létezik (akár megengedett, akár nem). Leginkább a régebbi szövegekben (még az irányelvek előtt) és az interneten. Ez azért lehetséges, mert a szabályok nem vonatkoznak a személyes írásokra, hanem csak a hivatalos dokumentumokra és a médiára. Például a (kuregata) átirata 暮れ方, viszont néha 暮方 átírásban is szerepel.

### Hangváltozás
Míg az okurigana elegendő a melléknevek és igék írásánál a ragozáshoz, néhány esetben további hangváltozás jöhet létre a kandzsi olvasatában, amit az okurigana segítségével lehet csak észrevenni. Például a minden nap használt お早う (o-hajo-u) "Jó reggelt" szóban a 早 olvasata (haja). Mivel ez a szó a 早い (haja-i) "korán" i-csoportos melléknévből van képezve, ezért az a -> o hangváltozást a kandzsit követ u okurigana fogja jelezni. Ez a hangváltozás azért fog bekövetkezni, mert a melléknév udvarias formában van kifejezve.
Ha bármilyen egyéb nem ragozáshoz használt okurigana van a szóban, akkor azok változnak meg, ezzel mutatva a hangváltozást. Ilyen például a -sii melléknevek írásánál fordul elő, 嬉しい (ure-sii) "boldog" és 嬉しゅう (ure-sú) között. Másik, nem -sii mellékneves példa az 大きゅう(ó-kjú), ami a 大きい (ó-kii) "nagy"-ból van képezve.

### Összetéveszthetőség
Fenn áll annak a veszély, hogy az okuriganákat össze lehet téveszteni az összetett szavakkal. A japán szavak hagyományosan kandzsival vannak írva, de néhány kandzsi hjógaidzsi (ismeretlen karakter), ezáltal gyakran kandzsi-kana keverékkel szokták leírni. Azt az esetet, amikor az ismeretlen karaktert kanával helyettesítik, 'mazegaki'-nak hívják. Az így kapott helyesírás nagyon zavaró, főleg akkor, ha a második karakter van kanával írva (azon a helyen, ahova okurigana kerülhetne). Ez eredményezte a kandzsi lista kibővítését. Például a 2010-es dzsójó kandzsi-táblázat bővítésig, a (kanpeki) "tökéletes" szó hivatalosan 完ぺき volt, nem pedig a 完璧 kandzsi összetétel, mert a 璧 karaktert nem tartalmazta a hivatalos táblázat. Vagy például a (takarakudzsi)"lottó" hivatalosan 宝くじ volt, nem pedig 宝籤, mivel a második karaktert nem tartalmazta a táblázat, ezenkívül elég bonyolult volt a leírása.
Az kevésbé jelent problémát, amikor az első kandzsi van kanával írva, mint például a ヤシ殻 (jasi-kaku) "kókuszhéj", ami eredetileg 椰子殻.

### Egyéb toldalékok
A japánban sok olyan más toldalék van, ami kanával van írva, viszont összetévesztendők az okuriganákkal. A leggyakoribbak az udvariassági utótagok, mint például a (-szan) "Úr, Asszony", vagy a bikago (美化語; még udvariasabban fejezi ki a szót) お- vagy ご- előtag, mint az お茶 (o-csa) "tea" szóban.

## Fordítás
- Ez a szócikk részben vagy egészben a Okurigana című angol Wikipédia-szócikk ezen változatának fordításán alapul.  Az eredeti cikk szerkesztőit annak laptörténete sorolja fel. Ez a jelzés csupán a megfogalmazás eredetét és a szerzői jogokat jelzi, nem szolgál a cikkben szereplő információk forrásmegjelöléseként.